# Acraea umbrina
Acraea umbrina är en fjärilsart som beskrevs av Aurivillius 1910. Acraea umbrina ingår i släktet Acraea och familjen praktfjärilar. Inga underarter finns listade i Catalogue of Life.